# Хекимоглу, Мустафа
Мустафа Эрхан Хекимоглу (тур. Mustafa Erhan Hekimoğlu; родился 22 апреля 2007, Стамбул, Турция) — турецкий футболист, нападающий клуба «Бешикташ».

## Клубная карьера
Воспитанник «Бешикташа», 30 октября 2023 года Хекимоглу впервые попал в заявку основной команды клуба на матч Турецкой Суперлиги против «Газиантепа», однако на поле не появился. 14 декабря 2023 года дебютировал за «Бешикташ», выйдя на замену в матче Лиги конференций против «Лугано».

## Карьера в сборной
Выступал за сборные Турции до 15, до 16 и до 17 лет.
В августе 2024 года Хекимоглу был впервые вызван в главную сборную Турции для участия в матчах Лиги наций УЕФА.